# 洪椿坪
洪椿坪，又称千佛庵、千佛禅院，位于中国四川省峨眉山上，汉族地区佛教全国重点寺院之一。

## 简介
洪椿坪始建于明朝，为楚山性一禅师所建，时称千佛庵。清朝重修，因寺前有三棵洪椿古树而得名。抗日战争时期，蒋介石曾在此短住。寺坐西南向东北，分别为山门、观音殿、大雄殿、普贤殿。
- 牌坊
- 山门
- 千佛楼
- 大雄宝殿
- 普贤殿
- 普贤殿
- 影壁
- 摄于约1935年